# Sangre blanca
Sangre blanca es una película argentina de 2018 escrita y dirigida por Bárbara Sarasola-Day. Está protagonizada por Eva De Dominici y Alejandro Awada. Se estrenó el 27 de septiembre de ese año.

## Sinopsis
Una joven, cuyo entorno no es el más agraciado, se ve envuelta en un grave problema. La desesperación obligará a la joven a recurrir a su padre con quien prácticamente no tiene vínculo.

## Producción
La película fue filmada en la Provincia de Salta, específicamente en la localidad Profesor Salvador Mazza, Aguaray y Tartagal.

## Reparto
Participaron del filme los siguientes actores:
- Eva De Dominici como Martina Padilla.
- Alejandro Awada como Javier Quintana Paz.
- Sergio Prina como Dani.
- Rakhal Herrero como Manuel.
- Guido Núñez como Saúl.

## Críticas
Pablo O. Scholz en Clarín comentó:

"Es un thriller, hecho y derecho, que tiene una subtrama por demás atractiva, con el condimento dramático.

Federico Vargas en el sitio web cinefiloserial opinó:

“historia…bastante simple…. trama sin tanta repercusión para el espectador… muy poca tensión y suspenso… muchas escenas de relleno… No hay tanta gama de personajes, solo está reducida a las interpretaciones de Eva de Dominici y Alejandro Awada que resultan ser personajes olvidables… personajes secundarios y terciarios son muy innecesarios… En resumen…una película con una trama pobre que logra estirarse hasta la hora y media causando la mayor parte del tiempo aburrimiento al espectador y muy pocos momentos interesantes.” 

Diego Batlle escribió en La Nación:

”Narrado e interpretado con solvencia aunque sin mayores hallazgos, consigue ciertos pasajes de tensión y encuentra en las escenas de exteriores –con esa mezcla entre pintoresca y sórdida de las zonas de frontera en el norte- un plus que el espectador agradecerá.